# Edgars Šneps
Edgars Šneps, né le 13 avril 1972, à Jelgava, en République socialiste soviétique de Lettonie, est un ancien joueur letton de basket-ball. Il évolue durant sa carrière au poste d'arrière.